# Ivo Michiels

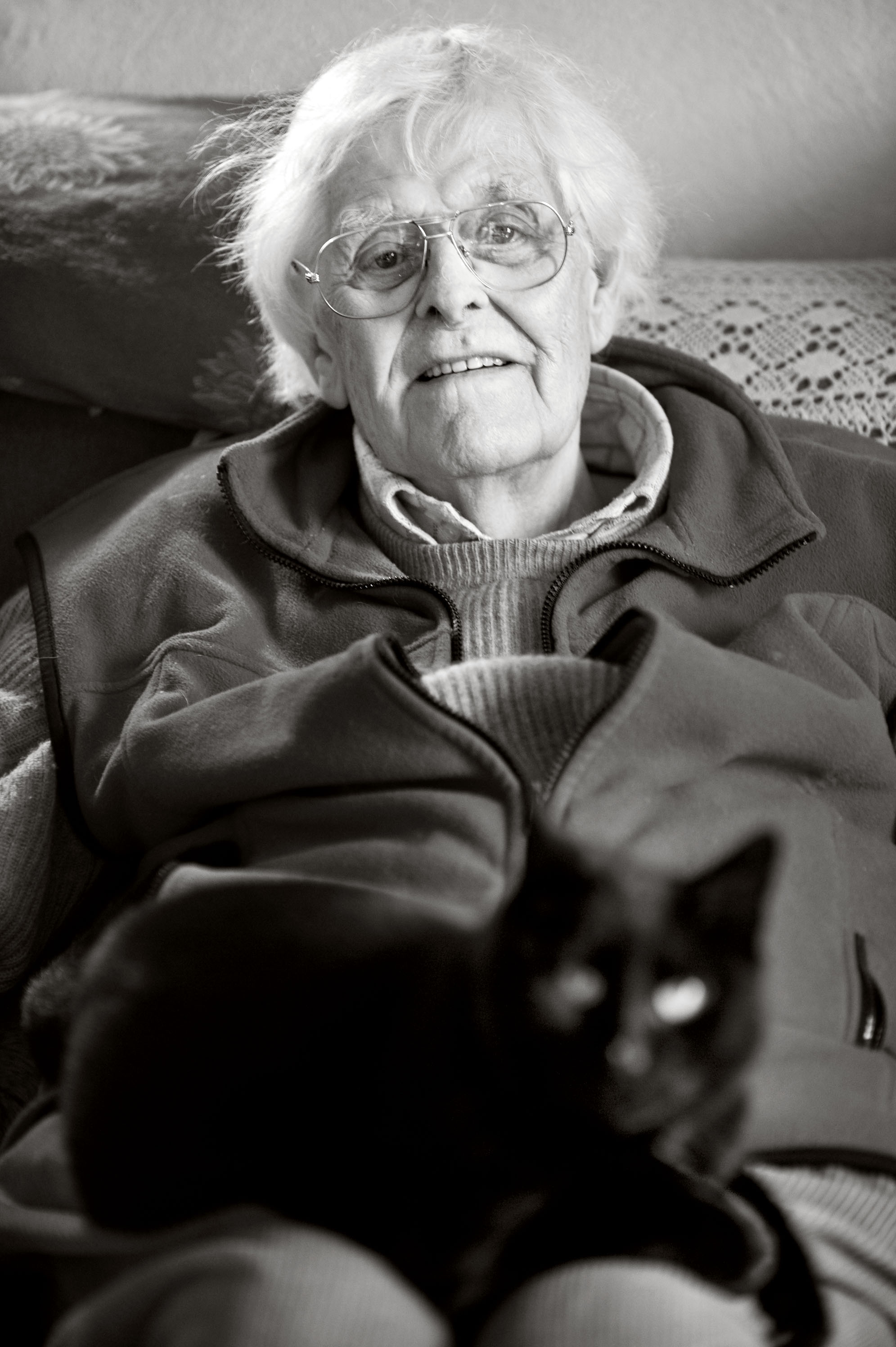
Ivo Michiels (Februar 2011)

Ivo Michiels, eigentlich Henri Ceuppens (* 8. Januar 1923 in Mortsel, Belgien; † 7. Oktober 2012 in Le Barroux, Frankreich), war ein flämischer Schriftsteller, Drehbuchautor und Filmregisseur.

## Leben
Michiels arbeitete während des Zweiten Weltkrieges als Krankenpfleger in einem Krankenhaus in Lübeck. Später war er Laborassistent und von 1948 bis 1957 war er Journalist beim Het Handelsblad. Von 1957 bis 1978 war er Verleger beim Ontwikkeling. Parallel dazu arbeitete er von 1959 bis 1983 als Redakteur beim Nieuw Vlaams Tijdschrift und unterrichtete von 1966 bis 1978 am Hoger Rijksinstituut voor Toneel- en Cultuurspreiding in Brüssel. Er war Ehrenmitglied der Koninklijke Academie voor Nederlandse Taal- en Letterkunde und 1993 erhielt er die Ehrendoktorwürde der Katholischen Universität Brüssel. Außerdem war er Ehrendoktor der Katholieke Universiteit Leuven.
1946 veröffentlichte er unter dem Pseudonym Ivo Michiels mit Begrensde verten seinen ersten Gedichtband. Sein erster Roman Het vonnis erschien drei Jahre später. Er schrieb seine Bücher in niederländischer Sprache. Seinen ersten großen Erfolg hatte er mit seinem symbolisch-existentialistischen Roman Het afscheid, der 1957 erschien und unter dem Titel Der Abschied 1960 in Deutschland verlegt wurde. Die Geschichte, die von einem Seemann handelt, der sich immer wieder von seiner Frau trennen muss, zeigte seinen ersten Schritt zur experimentellen Prosa. Für dieses Buch wurde er 1958 mit dem Arkprijs van het Vrije Woord ausgezeichnet. Ein weiterer großer Erfolg war sein Alpha-Zyklus, der seine Romane Het boek alfa (1963), Orchis militaris (1968), Exit (1971), Samuel, o Samuel (1973) und Dixi(t) (1979) umfasst. In Deutschland wurden die ersten beiden Romane unter den Titeln Das Buch Alpha (1965, übersetzt von Georg Hermanowski) und Orchis militaris: Ein Bericht (1969) vom Suhrkamp Verlag veröffentlicht; für Orchis militaris erhielt er 1969 den Vijverbergprijs.
Parallel zu seiner Schriftstellerei arbeitete Michiels auch vereinzelt beim Film. So schrieb er mehrere Drehbücher und inszenierte 1955 zwei Filme. Sein Regiedebüt Meeuwen sterven in de haven wurde bei den Internationalen Filmfestspielen von Cannes 1956 aufgeführt.
Am 7. Oktober 2012 starb Michiels in seinem Haus in Le Barroux. Bereits seit 1979 lebte er im Département Vaucluse. Sein letzter Roman Maya Maya sollte im Januar 2013 erscheinen.

## Werke
- 1946: Begrensde verten
- 1947: Daar tegenover
- 1947: Zo, ga dan
- 1949: Het vonnis
- 1951: Kruistocht der jongelingen
- 1952: Spaans capriccio
- 1953: De Ogenbank
- 1955: De meeuwen sterven in de haven
- 1957: Het afscheid
  - 1960: Der Abschied, S. Mohn, Gütersloh, 195 Seiten
- 1958: Journal brut, Ikjes sprokkelen
- 1959: Albisola Mare, Savona. Journal Brut
- 1961: Dertien Vlamingen
- 1963: Frans Dille
- 1966: Verhalen uit 'Journal brut' (édition. 1973)
- 1973: Alechinsky
- 1977: Een tuin tussen hond en wolf
- 1979: Itinerarium
- 1979: Luister hoe dit beeld hoe die lijn hoe die kleur hoe dit vlak luister
- 1983: De vrouwen van de aartsengel
- 1985: Het boek der nauwe relaties
- 1987: Vlaanderen, ook een land
- 1989: Prima materia
- 1993: Schildwacht schuldwacht
- 1995: Daar komen scherven van
- 1997: Sissi
- 1999: De verrukking, een roman
- 2001: De mirakelen, Elizabeth, de mirakelen

### Alfa-Zyklus
- 1963: Het boek alfa
  - 1965: Das Buch Alpha, Suhrkamp Verlag, Frankfurt am Main, 124 Seiten
- 1968: Orchis militaris
  - 1969: Orchis militaris: Ein Bericht, Suhrkamp Verlag, Frankfurt am Main, 95 Seiten
- 1971: Exit
- 1973: Samuel, o Samuel
- 1979: Dixi(t)

## Filmografie (Auswahl)
- 1955: Interludium
- 1955: Meeuwen sterven in de haven
- 1966: Het afscheid
- 1975: Met Dieric Bouts
- 1978: Exit 7
- 1979: Eine Frau zwischen Hund und Wolf (Een vrouw tussen hond en wolf)